# Legoland Discovery Centre

Legoland Discovery Centre

Les parcs Legoland Discovery Centre sont une chaîne de parcs de loisirs familiaux en intérieur gérée par Merlin Entertainments, une filiale de Blackstone Group. Ces parcs ouverts toute l'année proposent des maquettes et des attractions inspirées par les jeux de construction Lego. Les Legoland Discovery Centres sont des versions réduites des parcs à thème Legoland.

## Parcs
- Legoland Discovery Centre Berlin, sur la Potsdamer Platz ouvert le 28 mars 2007 ( Allemagne). 52° 30′ 36″ N, 13° 22′ 20″ E
- Legoland Discovery Center Duisbourg, ouvert le 20 mars 2008 et déménagé à Oberhausen en 2013 ( Allemagne). 51° 26′ 25″ N, 6° 46′ 14″ E
- Legoland Discovery Center Chicago, à Schaumburg, ouvert le 28 juillet 2008 ( États-Unis). 42° 02′ 25″ N, 88° 02′ 01″ O
- Legoland Discovery Centre Manchester, à Trafford Center au Royaume-Uni ouvert le 18 mars 2010 ( Royaume-Uni). 53° 27′ 40″ N, 2° 19′ 49″ O
- Legoland Discovery Center Dallas, centre commercial Grapevine Mills à Fort Worth ouvert le 30 mars 2011 ( États-Unis). 32° 57′ 55″ N, 97° 02′ 26″ O
- Legoland Discovery Center Atlanta, centre commercial et complexe cinématographique Phipps Plaza ouvert le 17 mars 2012 ( États-Unis). 33° 51′ 10″ N, 84° 21′ 45″ O
- Legoland Discovery Center Kansas City, centre commercial Crown Center ouvert le 29 avril 2012 ( États-Unis). 39° 04′ 52″ N, 94° 34′ 54″ O
- Legoland Discovery Center Tokyo, centre commercial Tokyo Beach Mall à Odaiba, 16 juin 2012 ( Japon) 35° 37′ 50″ N, 139° 46′ 32″ E
- Legoland Discovery Centre Toronto, centre commercial Vaughan Mills, Vaughan en Ontario, 1er mars 2013 ( Canada) 43° 49′ 32″ N, 79° 32′ 20″ O
- Legoland Discovery Centre Oberhausen, Rhénanie-du-Nord-Westphalie ouvert le 14 mars 2013 ( Allemagne). 51° 29′ 36″ N, 6° 52′ 46″ E
- Legoland Discovery Centre Westchester, centre commercial Ridge Hill, Yonkers, État de New York, 27 mars 2013 ( États-Unis) 40° 57′ 47″ N, 73° 51′ 24″ O
- Legoland Discovery Centre Boston, Assembly Square, Somerville, Massachusetts, 23 mai 2014 ( États-Unis)
- Legoland Discovery Centre Istanbul, Forum İstanbul, Bayrampaşa, 30 juillet 2015 ( Turquie)

### Futurs emplacements
Il est prévu d'ouvrir un Legoland Discovery Centre au printemps 2016 à Tempe, Arizona. Il sera situé dans le centre commercial Mill Arizona et occupera l'espace qui était autrefois utilisé par la surface commerciale de Sports Authority près du Sea Life Aquarium. Un Legoland Discovery Centre est également prévu pour le printemps 2016 à Auburn Hills au Michigan dans le centre commercial Great Lakes Crossing Outlets. Un autre parc indoor de la chaîne est attendu également en 2016 à Parkside Plaza dans la ville chinoise de Shanghai.
Le groupe prévoit également d'ouvrir un Legoland Discovery Centre en Océanie à la suite de leur arrivée sur ce territoire.
Il existait un projet situé dans le complexe commercial de Meadowlands à East Rutherford, New Jersey. Il devait ouvrir ses portes à la fin de 2010 mais tout le projet Meadowlands est retardé.

## Attractions
Les Legoland Discovery Centres occupent en général de 2 800 à 3 250 m2. Comme dans les parcs d'attractions Legoland, les Discovery Centres proposent l'attraction appelée Miniland. Celle-ci présente des modèles réduits des divers monuments sous forme de maquettes en briques Lego. Dans certains centres se trouvent des galeries de personnages avec les statues de personnages emblématiques tels que Spider Man, Darth Vader, Harry Potter et Batman.
Les visiteurs peuvent aussi apprendre comment les briques Lego sont fabriquées dans les Usines Lego ou assister à l’atelier Lego Master Model Builder pour participer à des cours donnés par des modélistes pour construire des modèles en briques. Un cinéma 4-D se trouve dans certains sites. Des parcours scéniques sont installées dans les Centres. 
Toutes les attractions sont incluses dans le ticket d'entrée. Des fêtes d'anniversaire ainsi que des excursions scolaires peuvent y être organisées. Les centres ont également des restaurants et boutiques de souvenirs vendant des marchandises Lego.

## Public cible
Idéalement situés dans des centres commerciaux ou à proximité d'autres attractions familiales et de secteurs regroupant des points de restauration, les Legoland Discovery Centres sont destinés aux familles avec enfants de 3 à 12 ans. L'âge moyen d'un enfant qui visite un Discovery Centre est de sept ans. La fréquentation annuelle attendue est de 400 000 à 600 000 visiteurs.

## Galerie

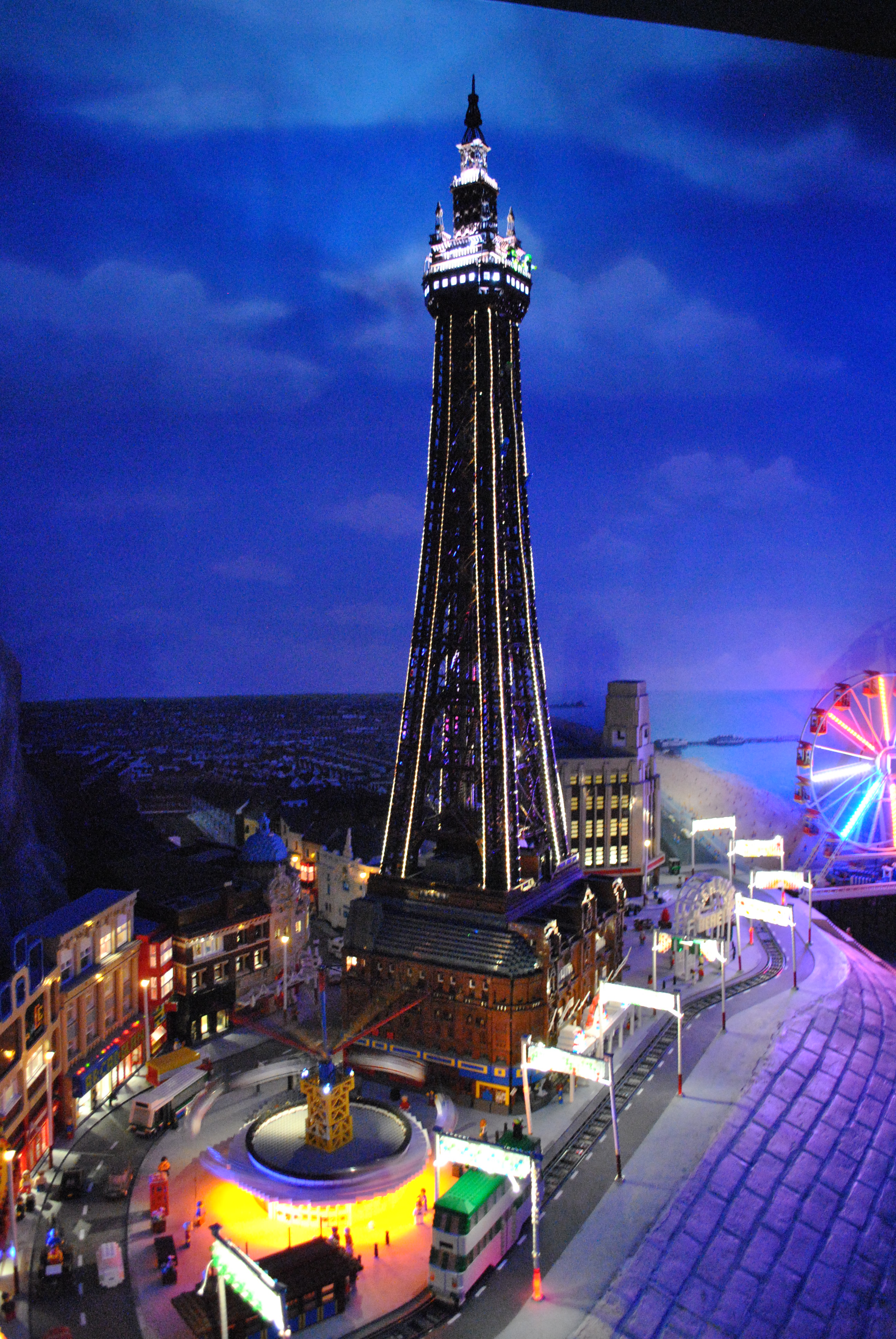
Miniature de la Tour de Blackpool au Legoland Discovery Centre Manchester.
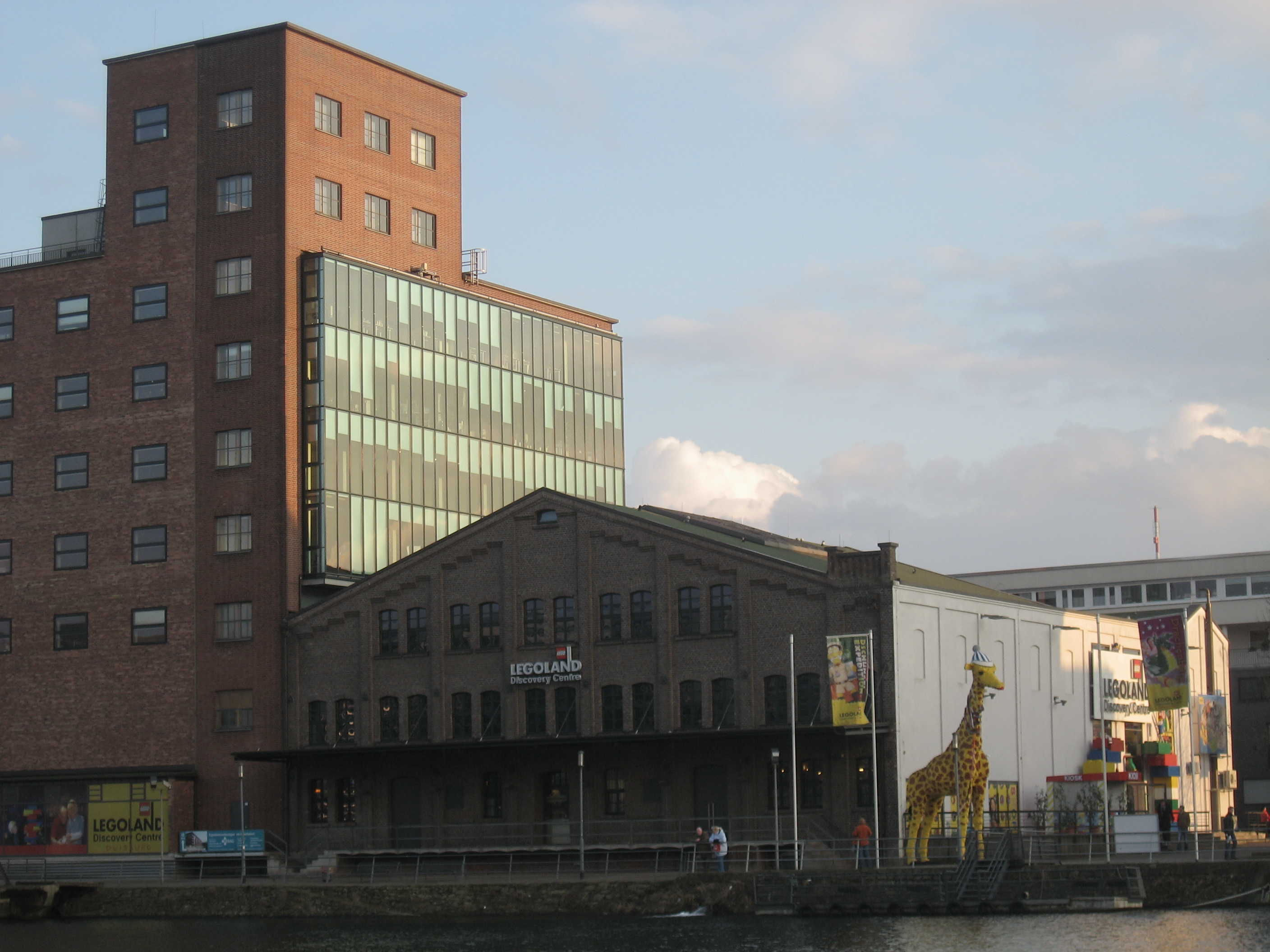
Ancien site du Legoland Discovery Centre Duisbourg.
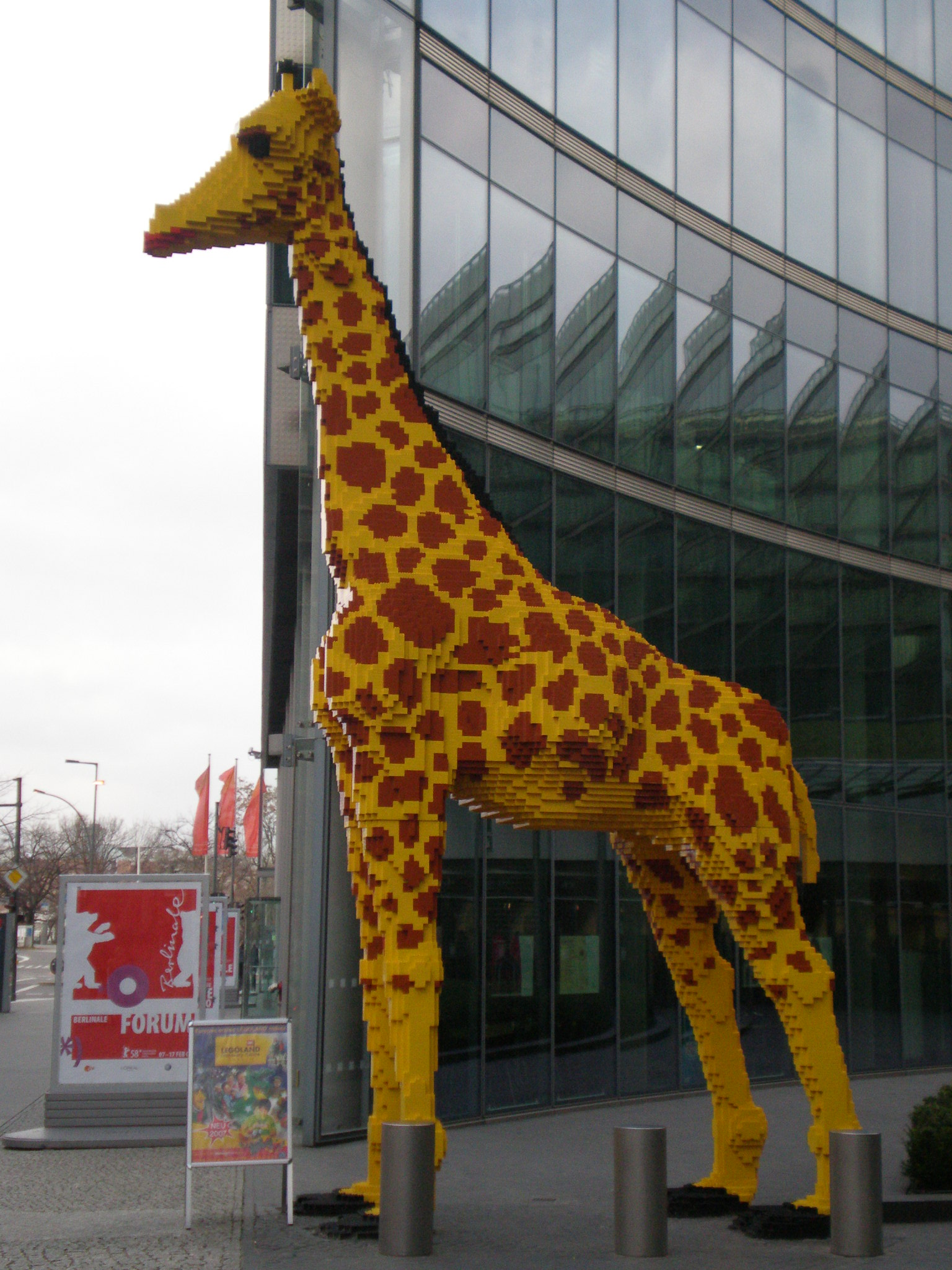
Girafe de l’entrée du Legoland Discovery Centre Berlin.
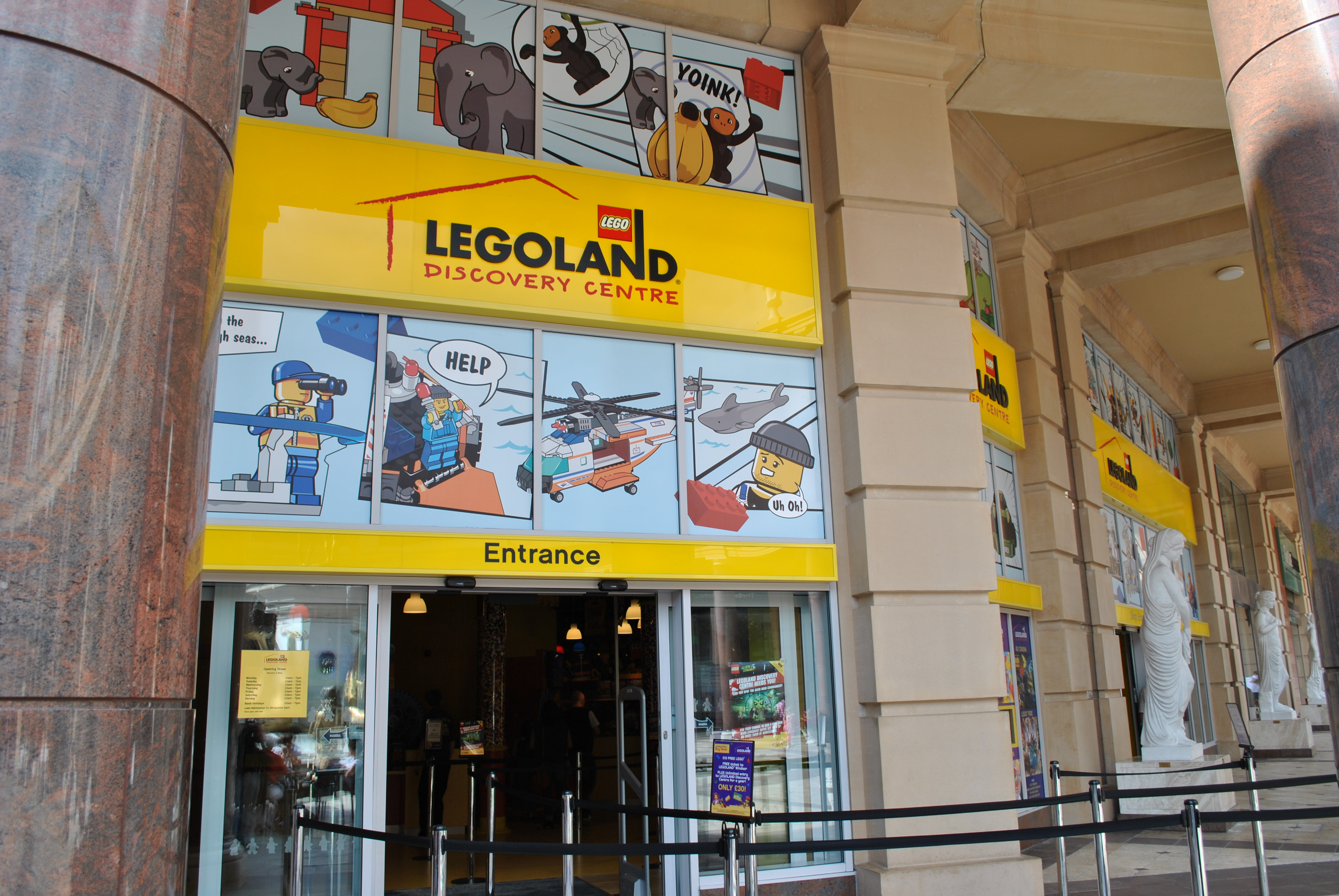
L’entrée du Legoland Discovery Centre Manchester.
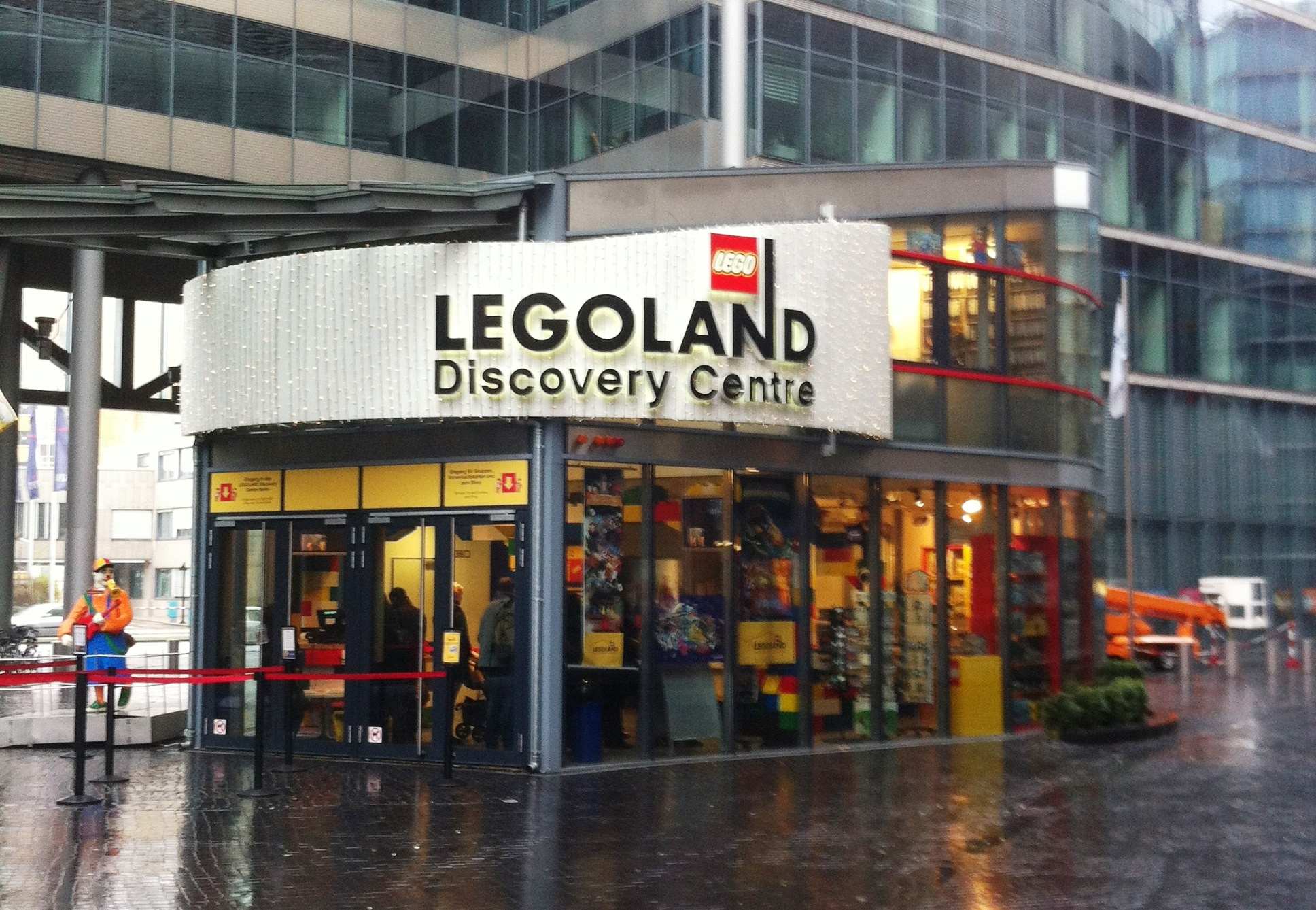
L’entrée du Legoland Discovery Centre Berlin.
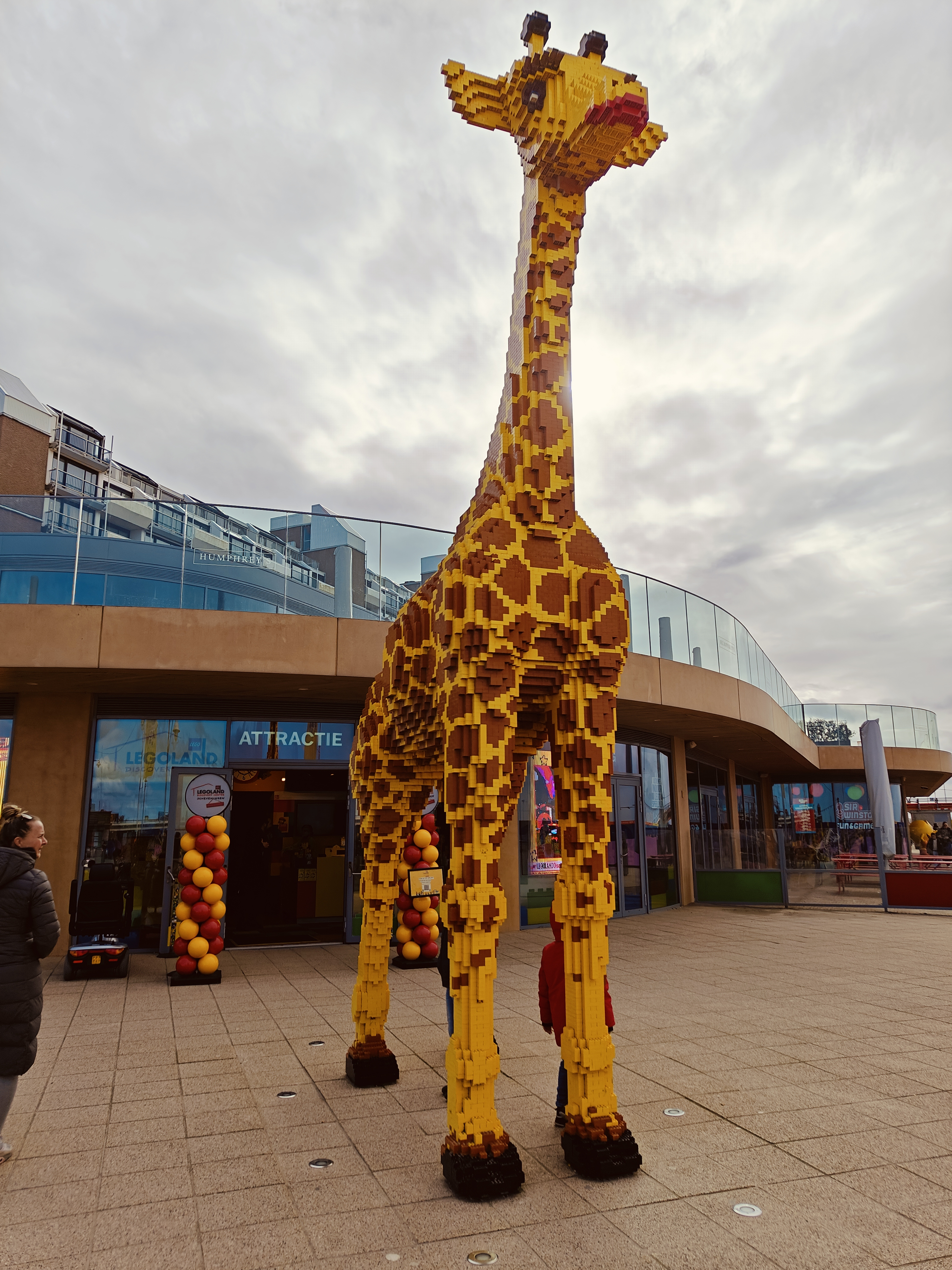
Girafe de l’entrée du LEGOLAND Discovery Centre Scheveningen.